# Шоргаст
Шоргаст (нем. Schorgast) — река в Германии, протекает по Верхней Франконии (земля Бавария). Правый приток Вайсер-Майна. Речной индекс 24118. Площадь бассейна реки составляет 247,69 км². Длина реки 19,45 км. Высота истока 534 м. Высота устья 308 м.